# Otto Kühne (General)
Otto Kühne (* 9. Juni 1888 in Groß-Lichterfelde; † 19. März 1987 in Gottmadingen) war ein deutscher Marine- und Luftwaffenoffizier (seit 1942 Generalleutnant). Im Zweiten Weltkrieg war er zuletzt Höherer Nachrichtenführer der Luftflotte 5 in Norwegen sowie Höherer Kommandeur der Luftnachrichtenschulen.

## Leben

### Kaiserliche Marine
Kühne trat am 1. April 1908 in die Kaiserliche Marine ein. 1908/1909 war er als Seekadett an Bord der Hertha. Vom 1. April 1909 an besuchte er für ein Jahr den Offizierskurs der Marineschule Mürwik, anschließend einen Artillerielehrgang an der Schiffsartillerie-Schule und einen Torpedolehrgang auf der Württemberg. Nach einem Funktechniklehrgang an Bord der Roon diente Kühne, im September 1911 zum Leutnant zur See befördert, bis zum 14. November 1912 als II. FT-Offizier auf der Hannover. Es folgte der Dienst als Kompanieoffizier in der I. Matrosendivision. Ab dem 4. August 1913 versah Kühne den Dienst als I. FT-Offizier an Bord der Hansa.
Nach dem Ausbruch des Ersten Weltkrieges wechselte Kühne, seit September 1914 Oberleutnant zur See, am 1. November 1914 zu den Marineluftschiffern und fuhr als Wach- und FT-Offizier auf den Zeppelinen L 8, L 6 und L 15. Letzteres ging nach einem Angriff auf London am 1. April 1916 nahe der Themsemündung unter dem Kommando von Kapitänleutnant Joachim Breithaupt nieder. Kühne geriet mit der übrigen Besatzung des Luftschiffs in britische Gefangenschaft und befand sich später in Schweizer Internierung. Anfang Juli 1917 kam er nach Deutschland zurück und wurde Adjutant und FT-Offizier der Marineluftschiffabteilung, wo er am 28. April 1918 zum Kapitänleutnant befördert wurde. Mit Kriegsende am 9. November 1918 wurde er deren Kommandeur sowie gleichzeitig Führer der Marineluftschiffe. Am 20. August 1919 verließ Kühne die Marine im Rang eines Kapitänleutnants.

### Luftwaffe
Bei der Aufstellung der Luftwaffe der Wehrmacht kehrte Kühne, nach einem vom 1. Oktober 1934 bis zum 30. April 1935 in Halle absolvierten Sonderkurs, am 1. Mai 1935 im Rang eines Majors in den Militärdienst zurück und übernahm das Kommando der Luftnachrichten-Ausbildungs-Abteilung der Luftnachrichtenschule in Halle (Saale). Ab dem 8. Mai 1937 war Kühne, seit 1. März 1936 Oberstleutnant, auch Befehlshaber der Luftnachrichtenschule und des Fliegerhorstes Nietleben. Am 1. April 1938 wurde er Oberst. Am 1. April 1939 wechselte er als Nachrichtenführer zur Luftflotte 1 und übernahm das Kommando über das Luftnachrichten-Regiment 1 in Berlin; vom 8. März bis zum 11. April 1940 war er zudem vertretungsweise Höherer Nachrichtenführer beim X. Fliegerkorps. Am 12. April 1940 übernahm Kühne den Posten des Höheren Nachrichtenführers der Luftflotte 5, den er bis zum 14. Mai 1942 und vertretungsweise zwischen dem 9. Juli und dem 10. November 1943 innehatte. Mit seiner Beförderung zum Generalmajor am 1. Juni 1940 wurde Kühne auch zum Höheren Kommandeur der Luftnachrichten-Schulen ernannt. Diese Stelle füllte er, auch nach seiner Beförderung zum Generalleutnant am 1. Juni 1942, bis zum 8. Juli 1943 und erneut vom 11. November 1943 bis zum 31. Dezember 1944 aus. Ab dem 1. Januar 1945 an war Kühne bis Kriegsende Höherer Nachrichtenführer beim Kommandierenden General der Deutschen Luftwaffe in Norwegen.
Am 8. Mai 1945 geriet Kühne in norwegische Internierung und im Juli 1945 erneut in britische Kriegsgefangenschaft. Aus dieser wurde er am 1. März 1948 entlassen. Kühne starb am 19. März 1987 in Gottmadingen.

## Werke
- Luftnachrichtentruppe in Norwegen. Bilder vom Einsatz der Luftnachrichtentruppe in Norwegen und Finnland in den Jahren 1940 bis 1942. Luftnachrichtenschule Halle (Saale), 1942.

## Auszeichnungen
- Eisernes Kreuz II. und I. Klasse
- Spange zum Eisernen Kreuz II. und I. Klasse
- Deutsches Kreuz in Silber am 21. September 1942